# Wiedenbrück

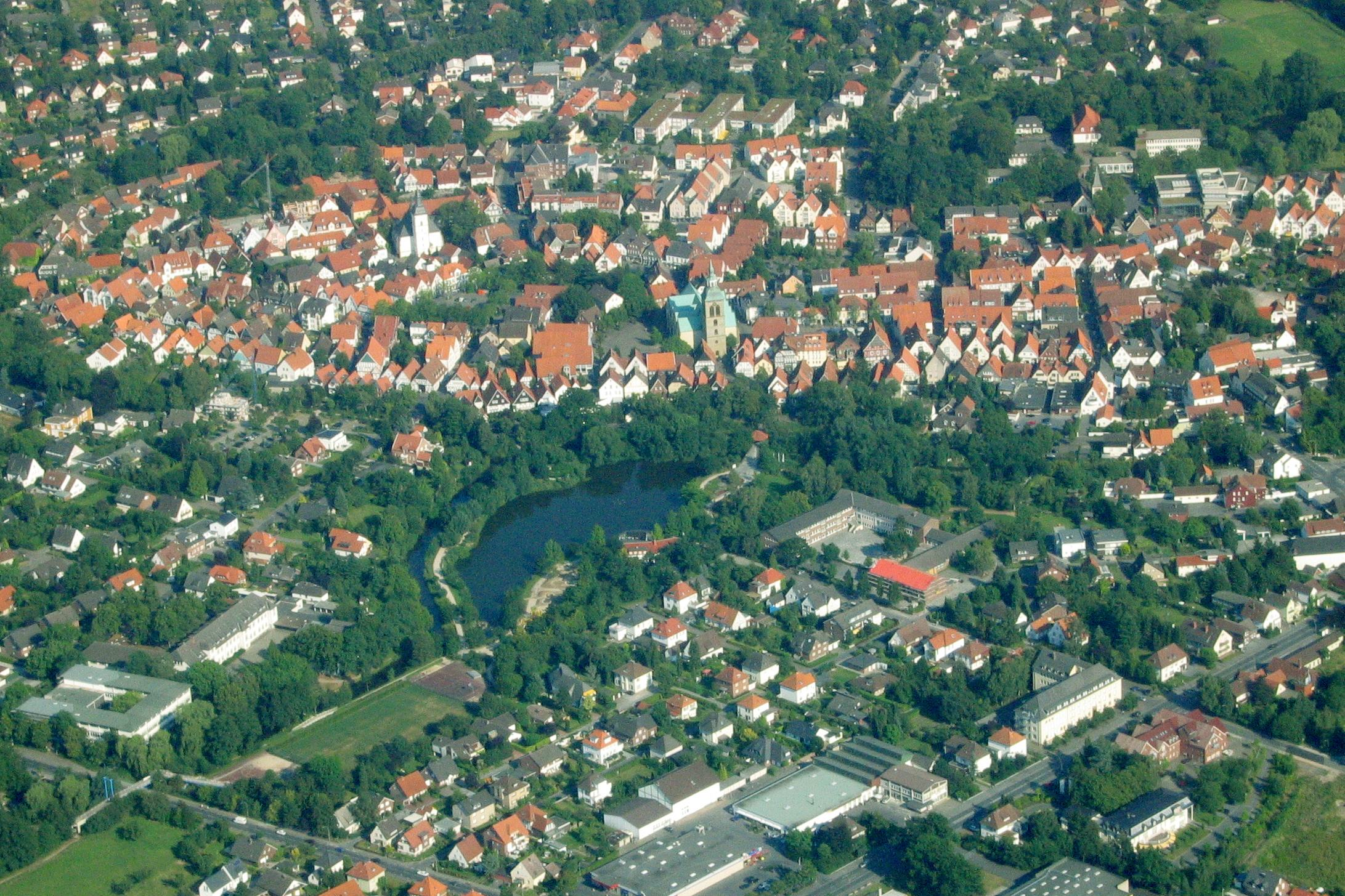
Altstadt von Wiedenbrück mit Emssee und St. Aegidius (Mitte) sowie St. Marien (links)

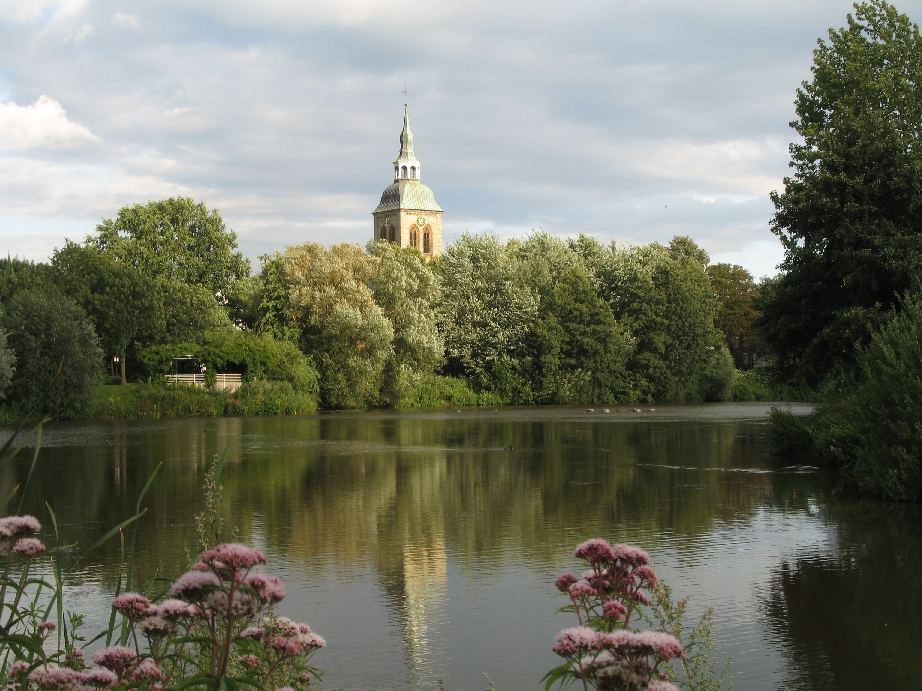
Emssee und St. Aegidius

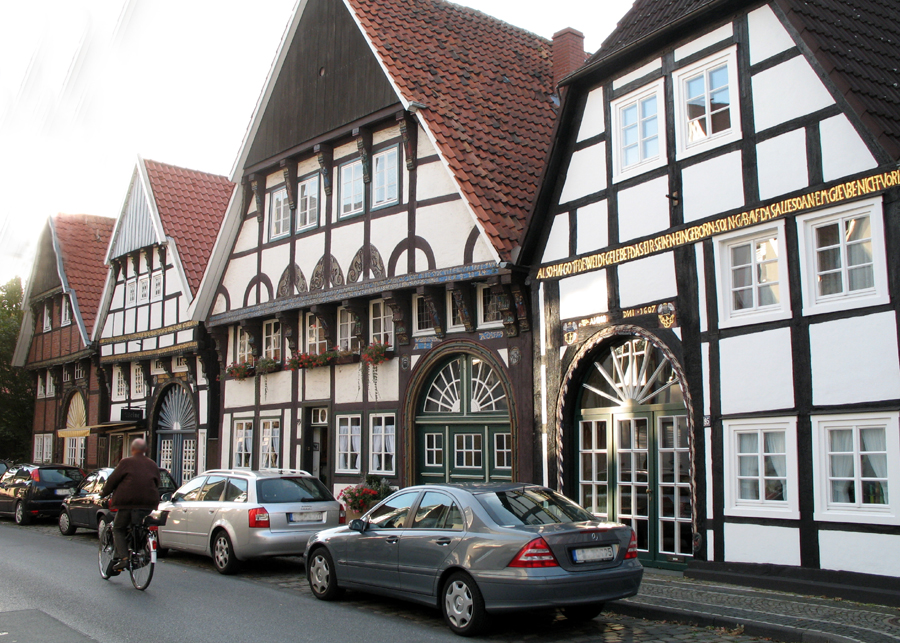
Wiedenbrück, Dielenhäuser in der Langen Straße

Wiedenbrück war eine selbständige Stadt in Nordrhein-Westfalen, die 1970 im Zuge der Kommunalreform mit der Stadt Rheda und den umliegenden Gemeinden Batenhorst, Lintel, Nordrheda-Ems und St. Vit zur Stadt Rheda-Wiedenbrück zusammengeschlossen wurde.
Die ehemals selbständigen Städte Rheda und Wiedenbrück sind durch die Bundesautobahn 2, die jedoch nicht die historische Grenze zwischen den beiden Stadtteilen bildet, voneinander getrennt.

## Geschichte
Im Jahre 785 wird hier die erste Urpfarrkirche vermutet. Ausgrabungen belegen die Entstehung einer Querhausbasilika spätestens um 900. Die dendrochronologische Untersuchung von zwei Baumsärgen, die nördlich von St. Aegidius gefunden wurden, ergab die Jahre 907/923 und 926/42.
König Otto I. erteilte im Jahr 952 dem Osnabrücker Bischof das Markt-, Münz- und Zollrecht für Wiedenbrück. Vom Jahr 985 ist eine in Wiedenbrück ausgestellte Urkunde von Otto III. für das Kloster in Meschede bekannt. Einige Historiker vermuten, dass es hier zu dieser Zeit einen Königshof gegeben hat, was aber nicht belegt werden kann. Es bestand die Gastungspflicht des Bischofs von Osnabrück.
Im Jahre 1225 erhielt Bischof Engelbert von Osnabrück die Gogerichte zu Wiedenbrück und anderen Städten. Dies ist einer der Ausgangspunkte der Entwicklung des Hochstifts Osnabrück zu einem Territorialstaat des Bischofs von Osnabrück. Aus den Jahren um 1230 sind die ältesten Münzen aus Wiedenbrück überliefert. Wiedenbrück hatte 1231 den Status einer Civitas (halbautonome Verwaltungseinheit) bzw. wurde so genannt; Schöffen wurden in den Gerichtsumstand gewählt und ein Siegel angekündigt.
Im Jahre 1249 wurde die Neustadt gegründet, ein Jahr später wurde erstmals die Burg Reckenberg genannt.
Um 1462 entstand in Wiedenbrück eine erste Stadtverfassung nach dem Vorbild von Osnabrück. 1543 wurde Wiedenbrück durch Hermann Bonnus, einen Beauftragten des Bischofs Franz von Waldeck, reformiert. 1565 galt Wiedenbrück als überwiegend lutherisch. Im selben Jahr wurden im Bielefelder Rezess die Grenzen zwischen dem Amt Reckenberg, zu welchem Wiedenbrück zählt, und dem benachbarten Rheda festgelegt; so wurden erstmals zwei selbständige Hoheitsbereiche anerkannt.
Nachdem im Jahr 1624/25 erste Schritte zu einer Gegenreformation erfolgten, wurde Wiedenbrück im Jahr 1626 im Laufe des Dreißigjährigen Krieges von den Dänen besetzt. Als 1628 der Bischof Franz Wilhelm von Wartenberg seine Regierung antrat, setzte er die Gegenreformation fort.
Im Jahr 1637 entstand in Wiedenbrück eines der ältesten Gymnasien der Region, das Gymnasium Marianum, eine sechsklassige lateinische Schule und Vorläufer des späteren Ratsgymnasiums Wiedenbrück. 1644 wurde durch Bischof Franz Wilhelm das Franziskanerkloster gegründet. Drei Jahre später wurde Wiedenbrück im Juli 1647 von den Schweden eingenommen, aber nach Schleifung der Festung nach zwei Monaten wieder geräumt. Als 1648 in Münster und Osnabrück der Westfälische Friede ausgehandelt wurde, schrieb dieser für das Hochstift Osnabrück die wechselnde Abfolge je eines katholischen und eines lutherischen Bischofs aus dem Haus Braunschweig-Lüneburg vor.
Im Jahr 1664 begann nach Aufforderung Ernst Augusts I. die Wiederbefestigung der Stadt. 1716 wurden die letzten städtischen Kupfermünzen geprägt.
Im Jahr 1726 wurde ein neues Amtshaus auf dem Reckenberg errichtet.

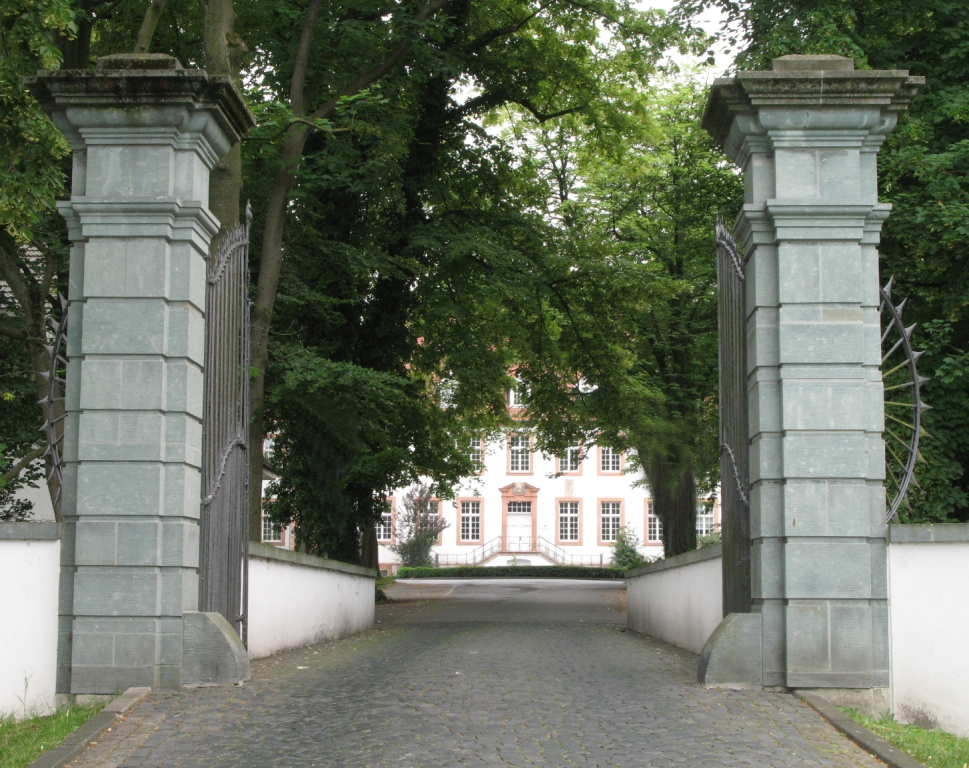
Brücke zum Reckenberg
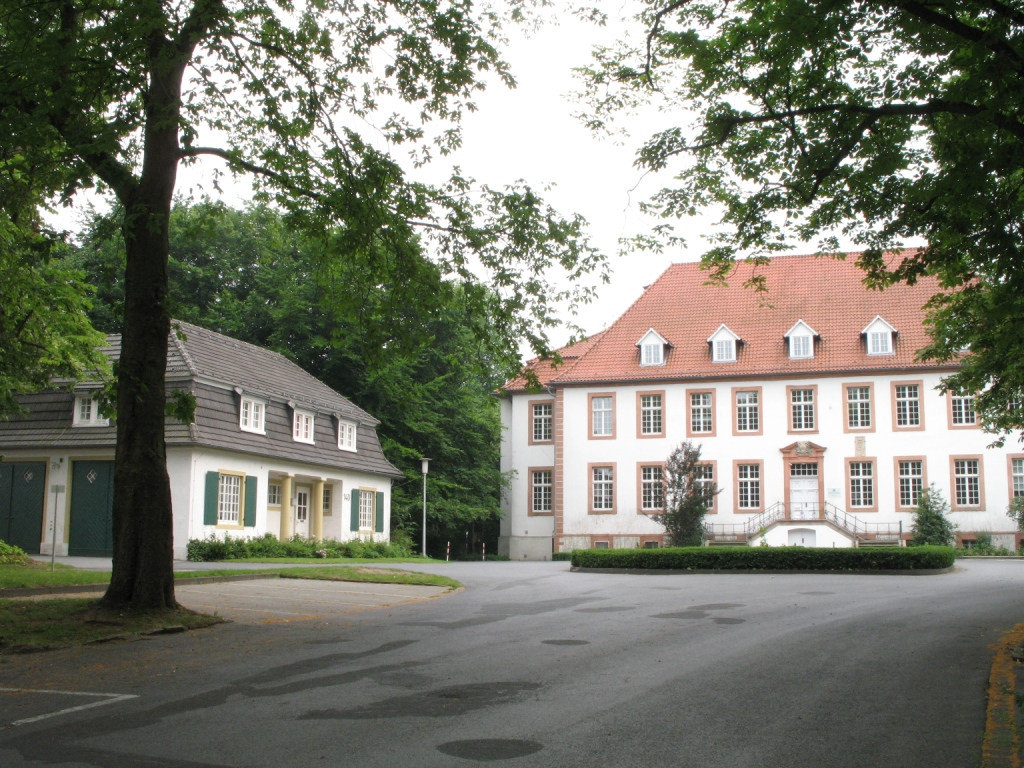
Reckenberg (ehemalige Kreisverwaltung)

Als Folge der Umwandlung des Hochstifts in das Fürstentum Osnabrück wurde Wiedenbrück 1802 vorerst Kur-Hannover zugeschlagen. 
Von 1807 bis 1813 gehörte die Stadt zum Königreich Westphalen und war in dieser Zeit Sitz des Kantons Wiedenbrück. Das Kapitel des Kollegiatenstifts wurde 1810 aufgehoben. Das Amt Reckenberg mit Wiedenbrück kam nach dem Wiener Kongress an Preußen und wurde 1815 der neuen Provinz Westfalen zugeordnet. Damit trennte sich Wiedenbrück vom Bistum Osnabrück; die katholischen Gemeinden des ehemaligen Osnabrücker Amtes Reckenberg kamen zum Bistum Paderborn.
Seit 1816 war die Stadt Sitz des nach ihr benannten Kreises Wiedenbrück. 1837 erhielt Wiedenbrück die preußische revidierte Städteordnung und wurde dadurch zu einer amtsfreien Stadt.
Im Jahr 1940 beschlagnahmte die damalige Regierung alle Bronzeglocken, damit deren wertvolles Metall der Rüstungsindustrie zufallen konnte. Die Glocken von St. Aegidius mussten im Februar 1942 ausgebaut werden. Nur eine einzige Glocke (die kleinste Glocke der Marienkirche) durfte in der Stadt verbleiben.
Im Rahmen der Kommunalreform (§ 4 Gesetz zur Neugliederung des Kreises Wiedenbrück und von Teilen des Kreises Bielefeld) wurde Wiedenbrück am 1. Januar 1970 mit der benachbarten Stadt Rheda und weiteren Gemeinden zur neuen Stadt Rheda-Wiedenbrück zusammengeschlossen. Im Jahr 1973 entstand der neue Kreis Gütersloh, der Sitz der Kreisverwaltung verblieb noch bis 1997 in Wiedenbrück.

## Kultur und Sehenswürdigkeiten

### Bauwerke

#### Kirchen
St. Aegidius ist die katholische Pfarrkirche im historischen Ortskern.
Kath. Kirche St. Marien.
Wegen des angeschlossenen Klosters der Franziskaner (OFM) heißt diese Kirche bei den Einheimischen auch „Paterskirche“ oder „Franziskanerkirche“. St. Marien ist eine Wallfahrtskirche. Die Kirche wurde 2008 umfangreich renoviert.
Kath. Kirche St. Pius.
Die Kirche der zweiten, jüngeren katholischen Gemeinde.
Franziskanerkloster
Das Kloster besteht in Wiedenbrück seit 1644. Es wurde durch Bischof Wartenberg im Jahr 1644 gegründet. Ab 2006 siedelt das bundesweite Noviziat von Nürnberg nach Wiedenbrück über.
Die Franziskaner sind auch die Bewahrer der bekannten Wiedenbrücker Kreuztracht am Karfreitag.
St. Johannes ist eine syrisch-orthodoxe Kirche.
Evangelische Kreuzkirche in der Nähe des Reckenberges.

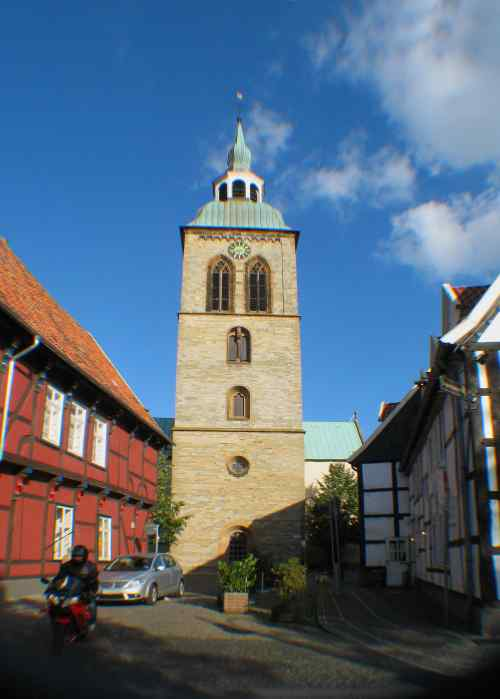
Turm der Pfarrkirche St. Aegidius
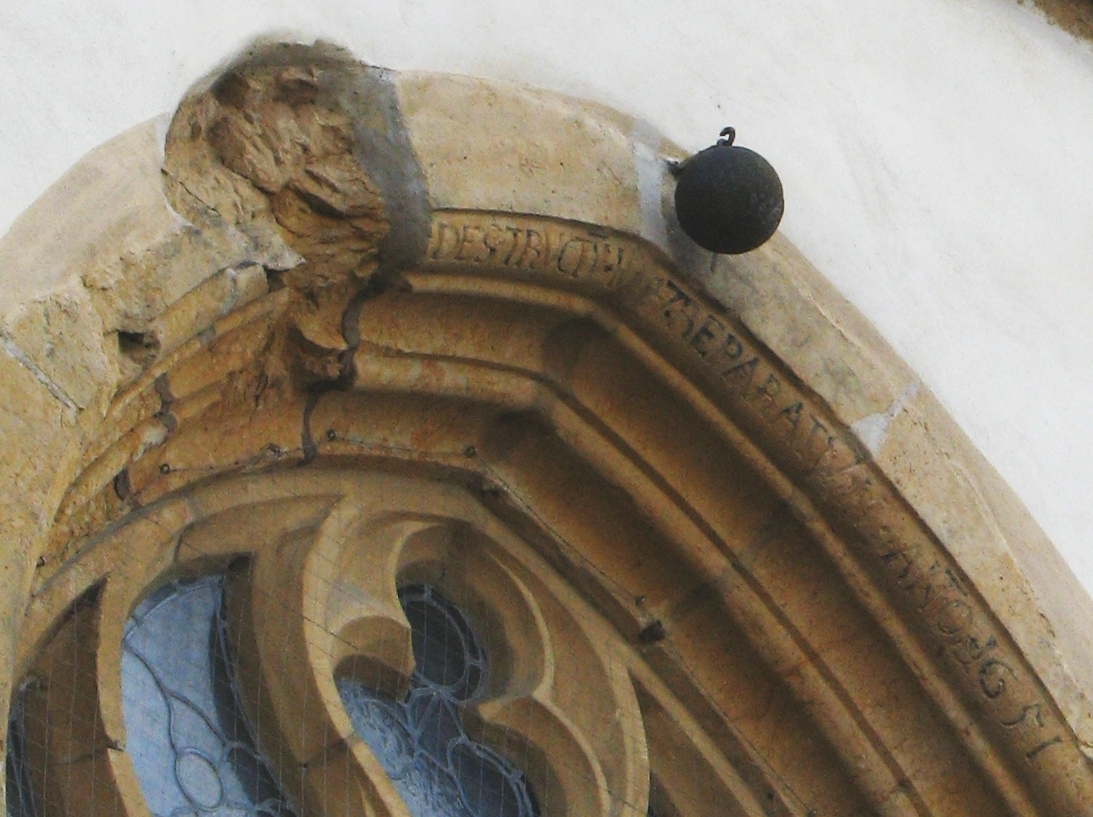
Einschuss aus dem Dreißigjährigen Krieg an St. Aegidius
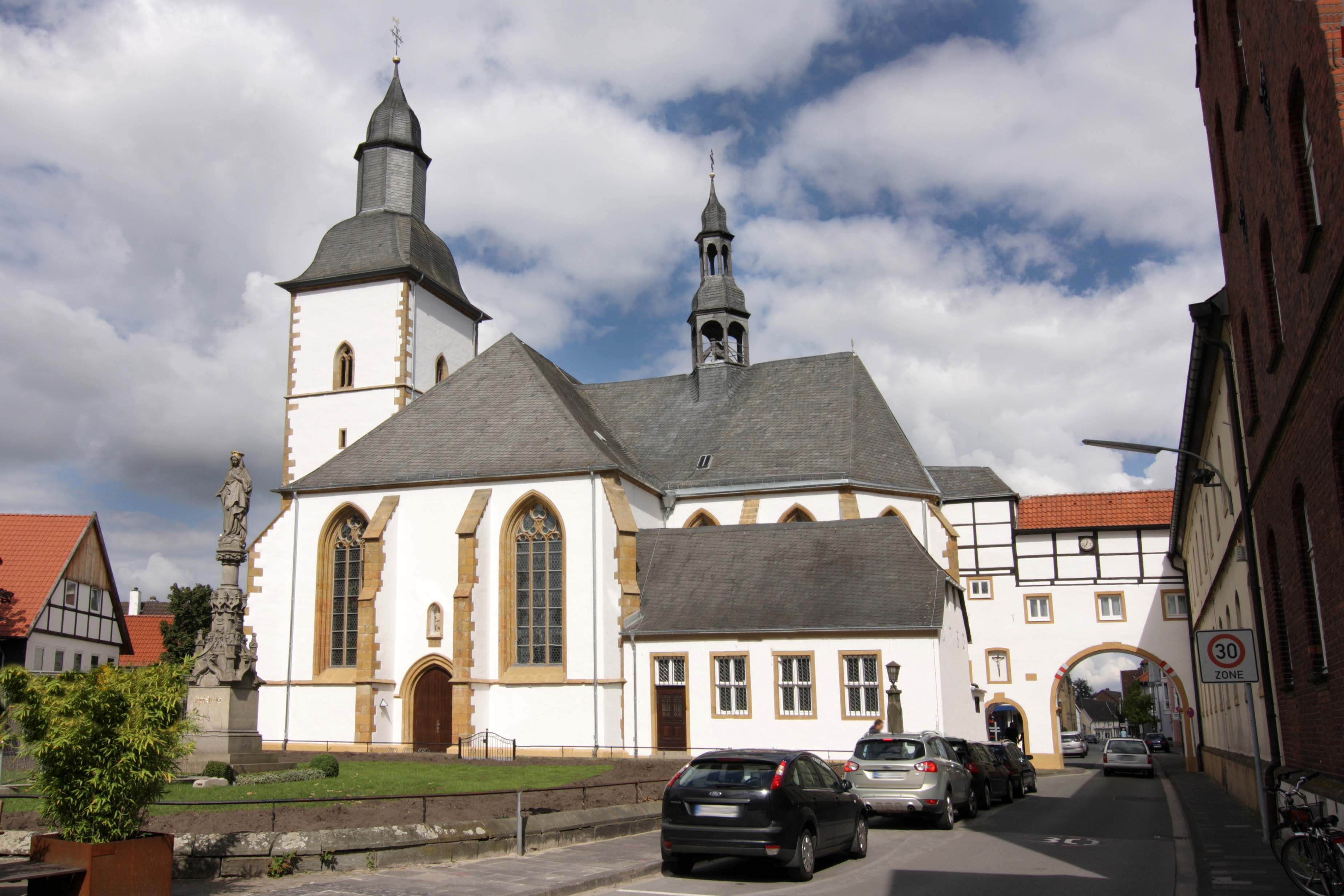
St. Marien mit Marienstatue, rechts das Franziskanerkloster
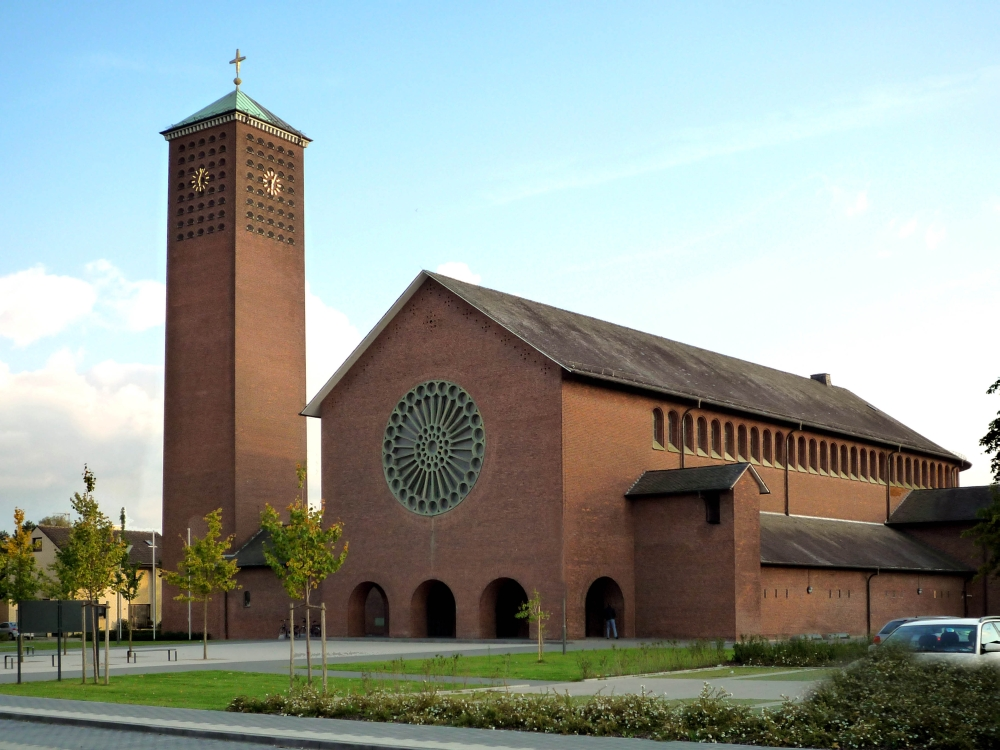
St. Pius
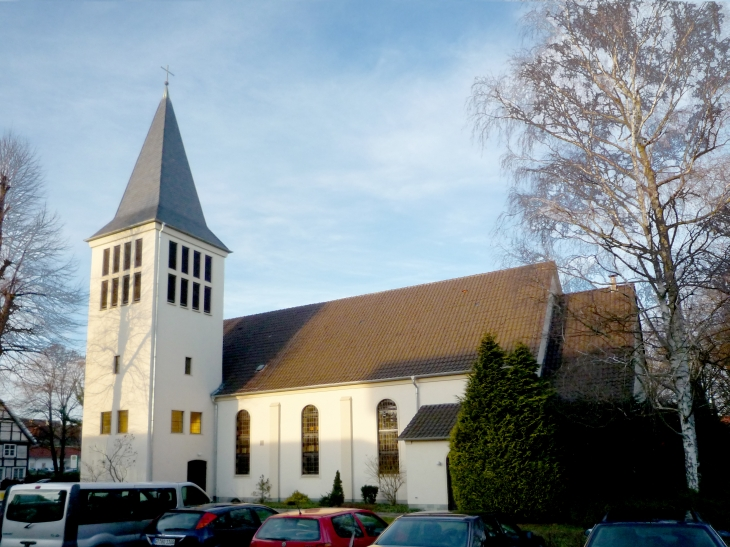
Kreuzkirche Wiedenbrück
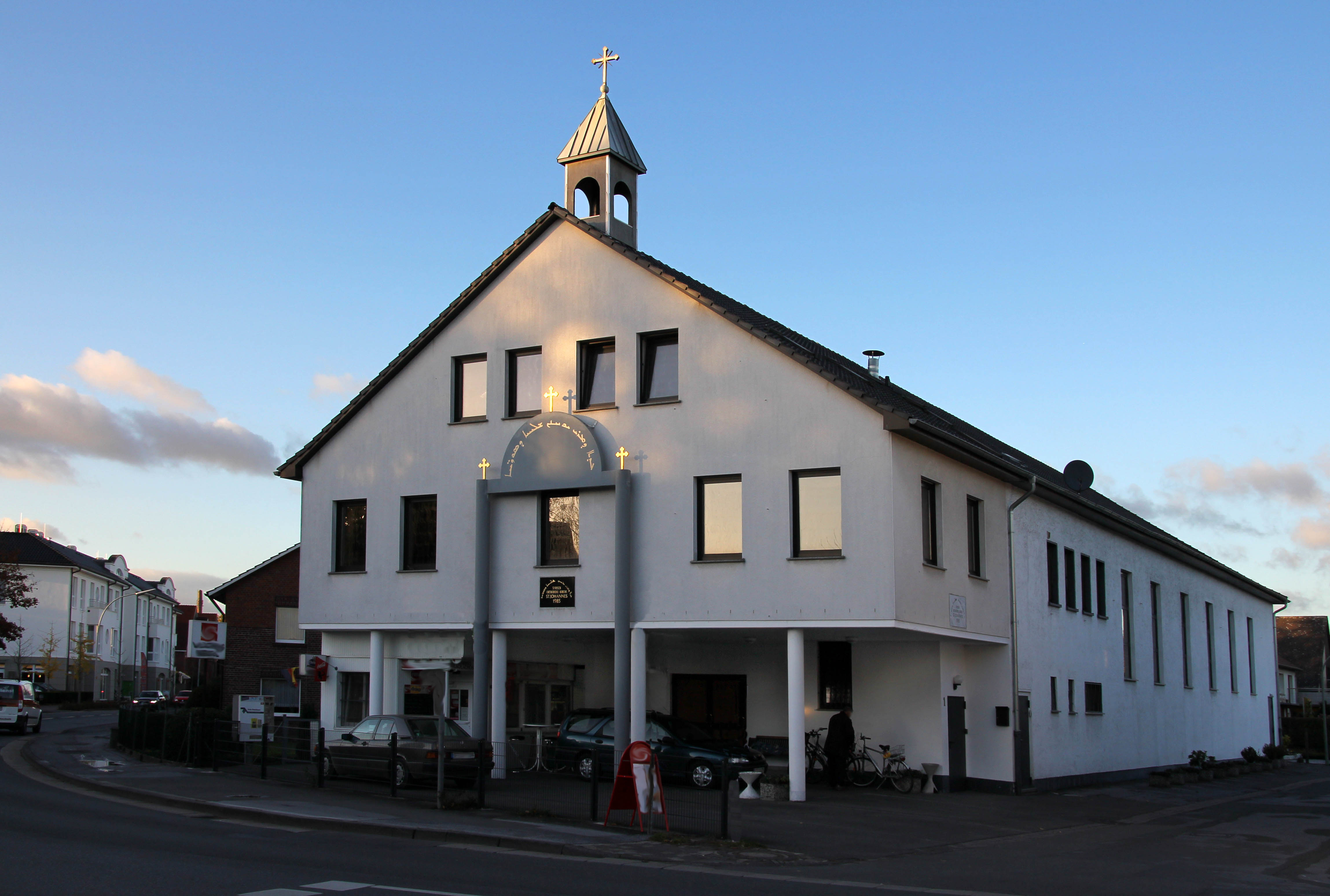
St. Johannes

#### Wohnbauten
Das für seine Geschlossenheit einst berühmte Stadtbild wurde durch Abbrüche und Neubauten vielfach gestört. Jedoch ging die Umgestaltung der Innenstadt hin zu Neubauten in den siebziger Jahren nicht so weit wie im Ortsteil Rheda.
Als besonders schmerzlich wird der Verlust des für die Stadtgeschichte bedeutenden Schönhofes empfunden, der 1968 dem Ausbau der Wasserstraße weichen musste. Er wurde anschließend im Westfälischen Freilichtmuseum Detmold wiederaufgebaut. In der jüngeren Vergangenheit hat man sich bemüht, Stadtreparatur zu betreiben und es ist durchaus gelungen, erforderliche Neubauten besser einzupassen.
Die Zahl älterer Wohnhäuser im historischen Stadtkern ist noch immer beachtlich. Hierbei handelt es sich zumeist um giebelständige Fachwerk-Dielenhäuser, die zum Teil mit Schnitzereien versehen sind. Charakteristisch für diese Bauten ist die hohe zweigeschossige Diele, die an der Straße durch ein großes Tor erschlossen wird.
Trotz ihrer auf den ersten Blick großen Ähnlichkeit mit dem ländlichen Fachhallenhaus kann man hier kaum von Ackerbürgerhäusern sprechen. Nach neuesten Erkenntnissen stellen sie keine Weiterentwicklung des Hallenhauses dar, sondern entstanden aus dem so genannten Einhaus, das zunächst nur über einen großen Raum verfügte. Später wurde dieser durch Stubeneinbauten verkleinert. Hinzu kommt, dass diese Bauten zumeist von Handwerkern bewohnt wurden. Die Landwirtschaft wurde lediglich im Nebenerwerb betrieben und diente vor allem der Eigenversorgung. Das Vieh war, anders als im Bauernhaus, in eigenständigen Gebäuden auf dem rückwärtigen Grundstück untergebracht. Wie auch andere westfälische Kleinstädte (siehe Blomberg) war Wiedenbrück vor allem eine Stadt des Handwerks und zum Teil auch des Handels, aber keine Ackerbürgerstadt im eigentlichen Sinne.

#### Erwähnenswerte Gebäude

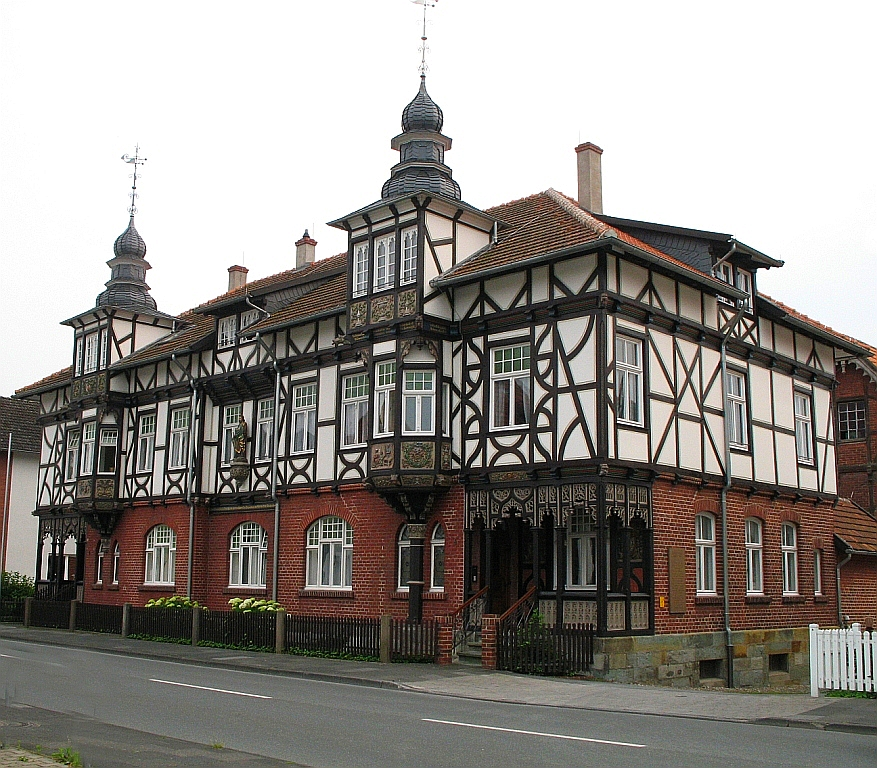
Künstlerhaus

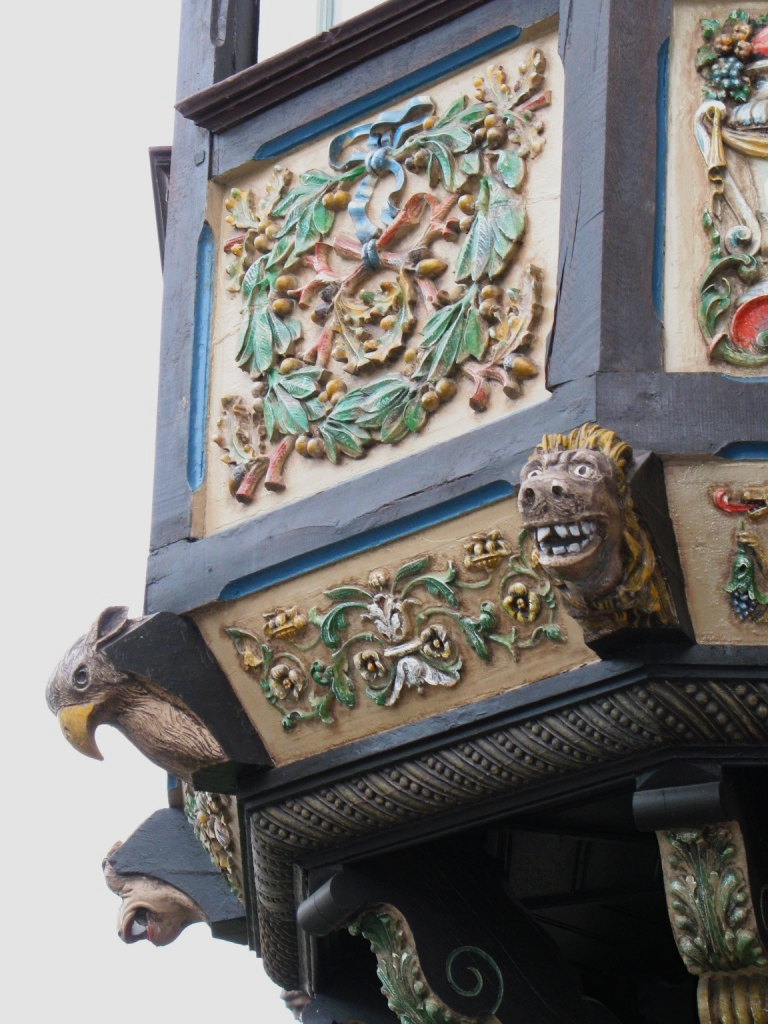
Künstlerhaus: ein Erker

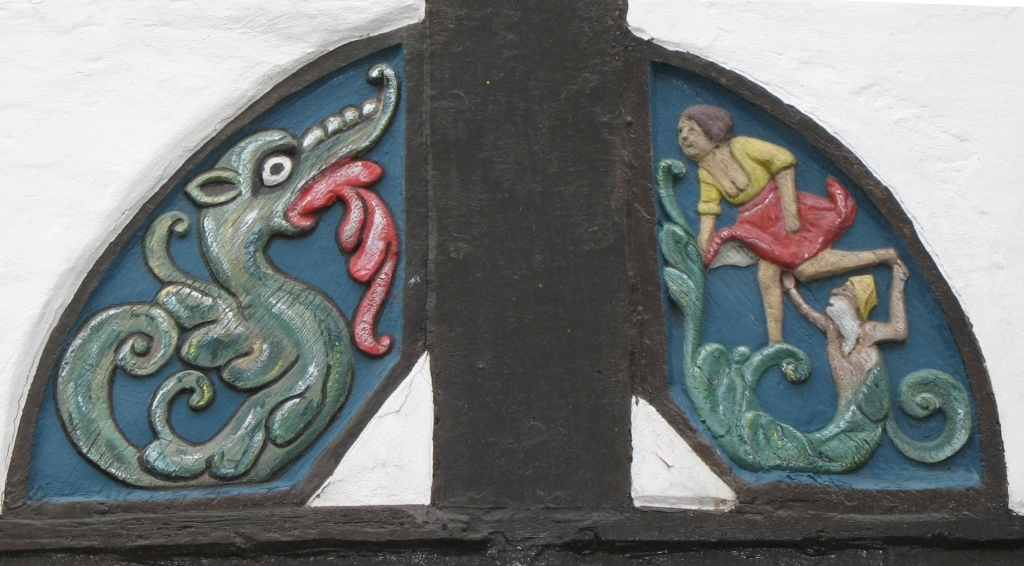
Fachwerkschnitzerei am Ratskeller

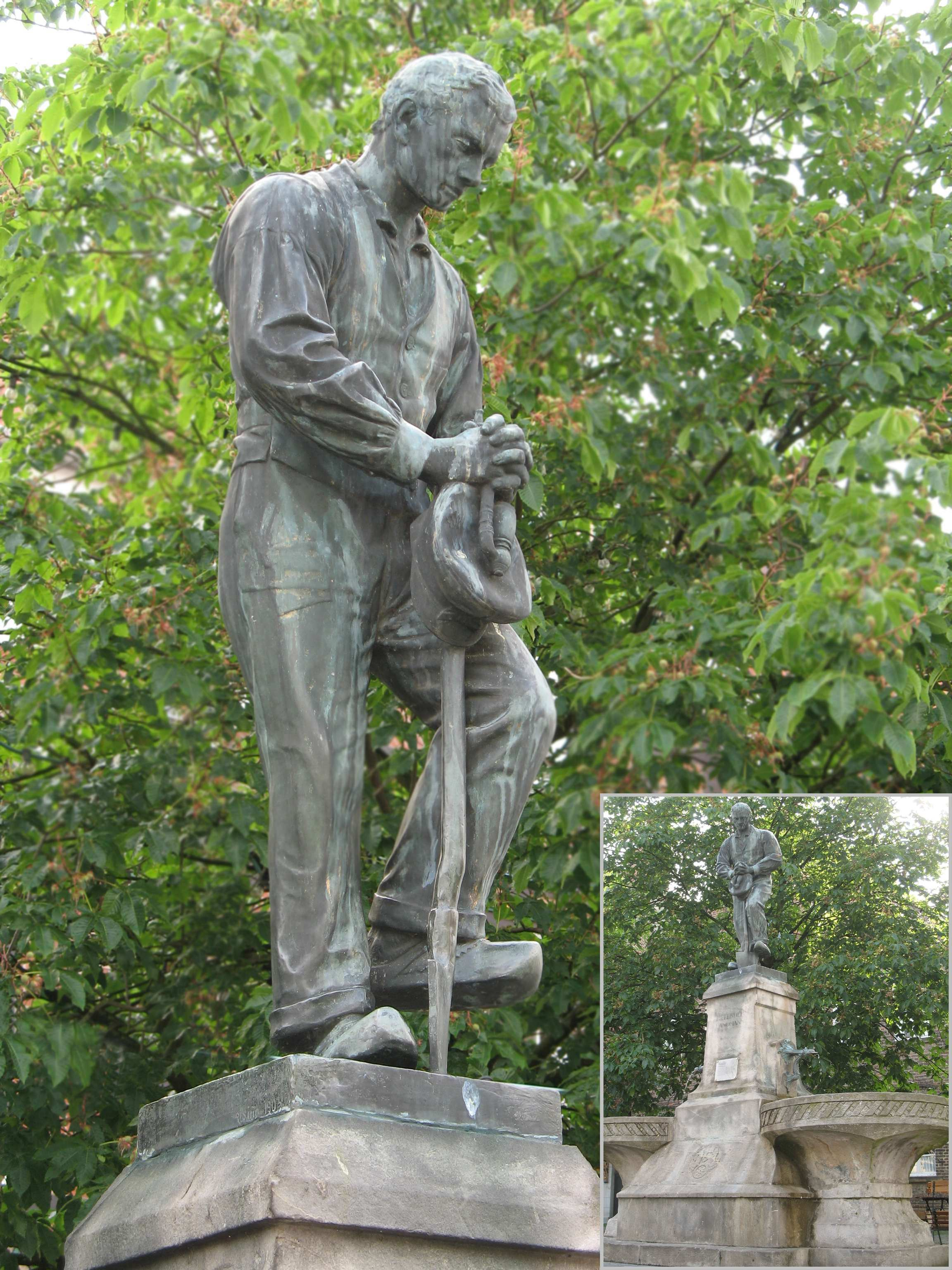
Betender Landmann

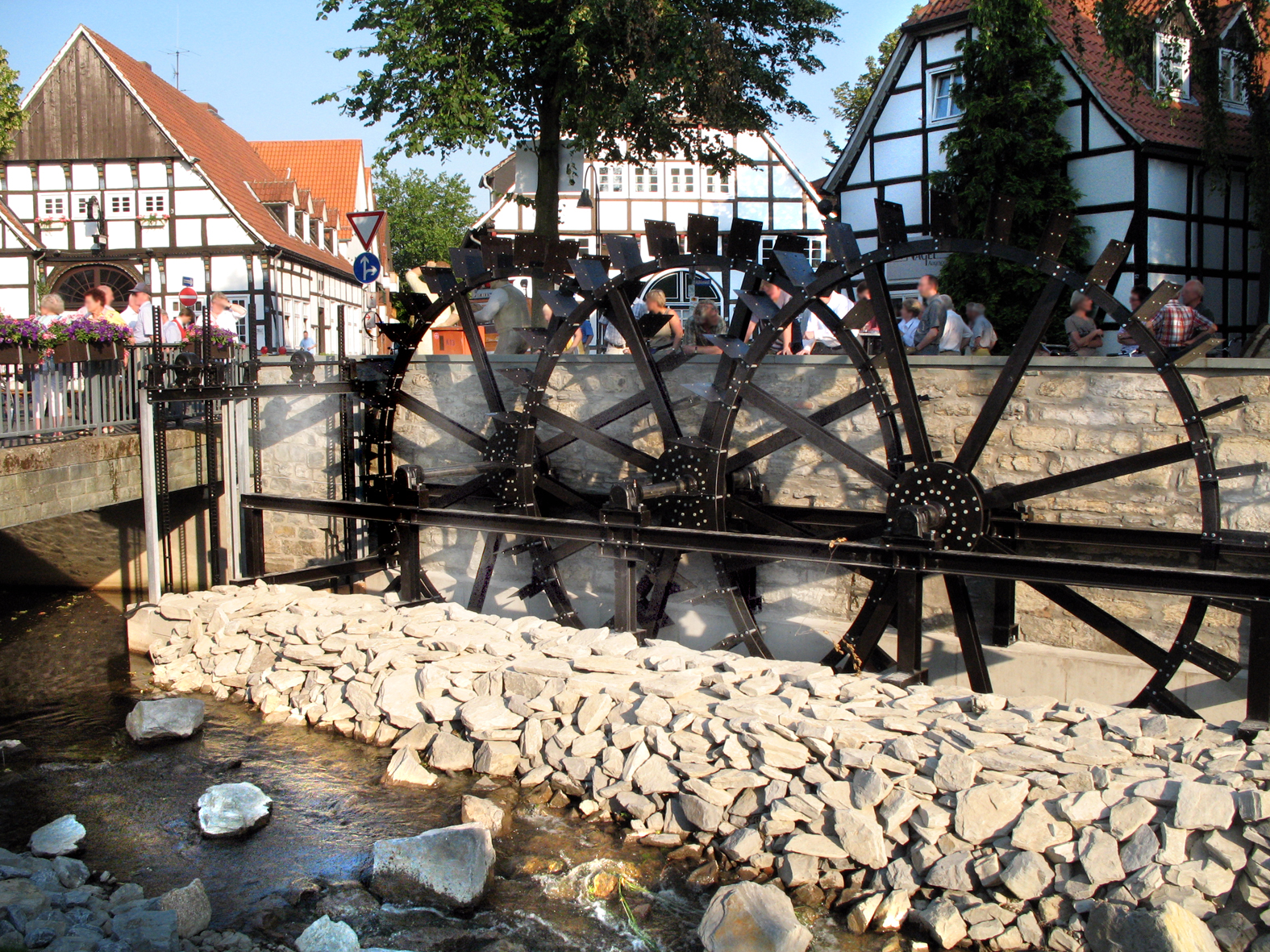
Denkmal „Neue Mühle“

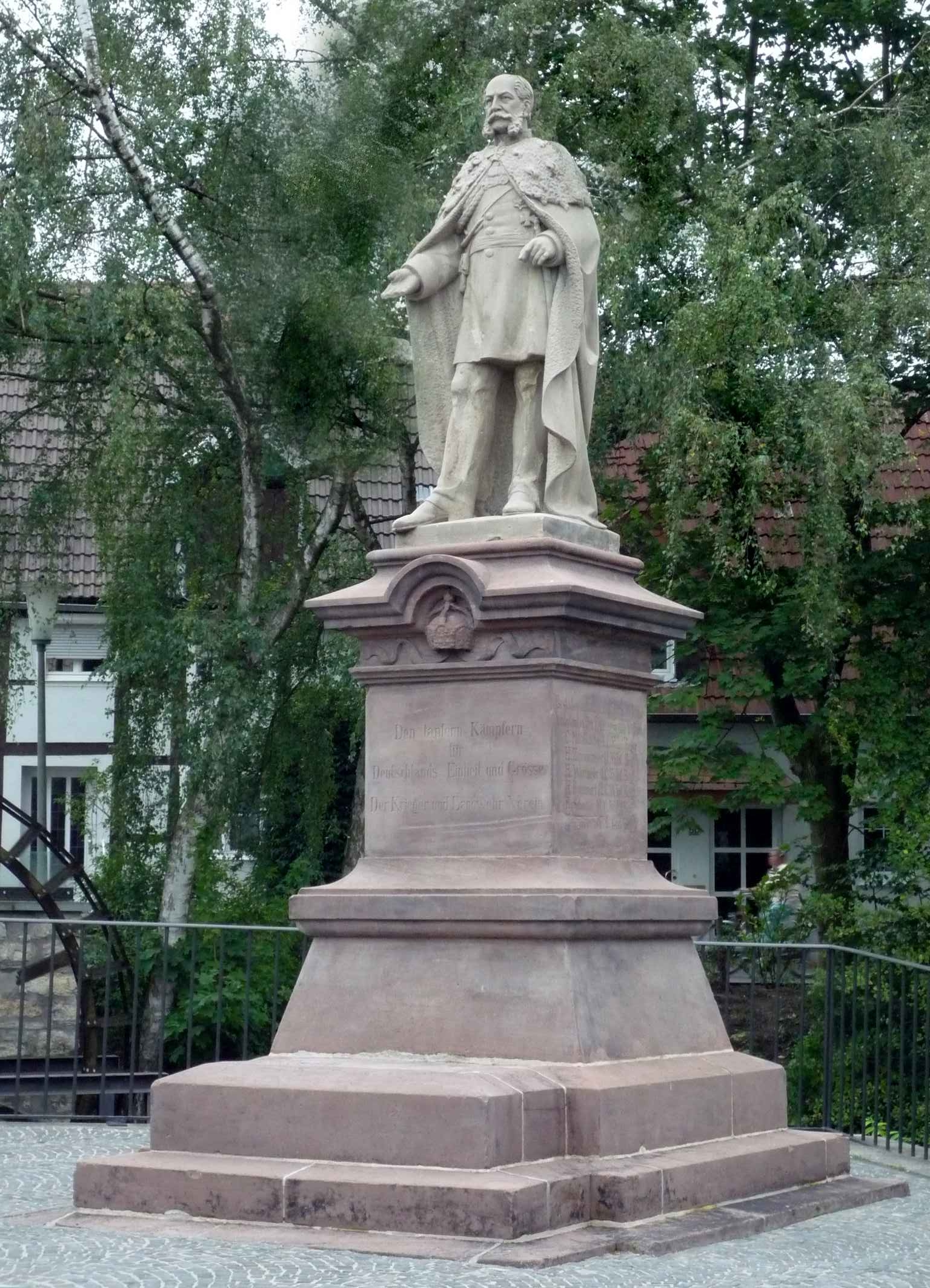
Kriegerdenkmal in Wiedenbrück

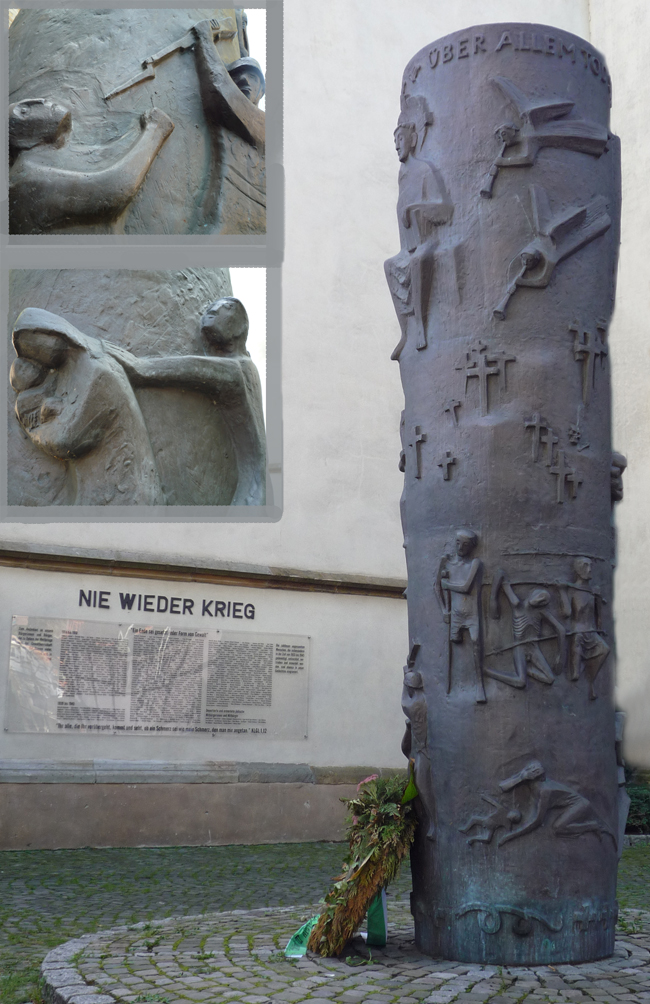
Kriegerdenkmal an St. Aegidius mit Detailansichten

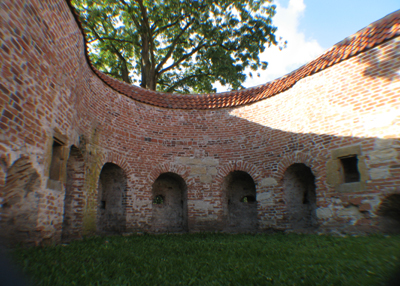
Pulverturm, Innenansicht

- Katthagen 2. Dreigeschossiges Giebelhaus mit beschnitzten Füllbrettern, bezeichnet 1624.
- In der Halle 2. 1567 errichtet, mit Utlucht und geschnitzten Fächerrosetten. 1963 umgebaut
- In der Halle 4. Dreigeschossiges, 1513 d. Giebelhaus. Das Erdgeschoss z. T. massiv erneuert. Das Giebeldreieck und OG über Knaggen vorkragend
- Kirchplatz 1. Mitte 16. Jh. Gebälk mit reichem Ornamentschmuck. Utlucht bezeichnet 1610.
- Kirchstraße 10 (Fuchshöhle). 1686 nach dem großen Brand errichtet. Mit Utlucht und hübschem Barockportal.
- Klingelbrink 25. 1582 bezeichnet, jedoch stark verändert. Mit reich verziertem Torbogen.
- Mönchstraße 12. 1665.
- Rietberger Straße 6, 8. Altes Künstlerhaus, mit aufwändigen Außenschnitzereien, Fachwerk. Dahinter, in der Hoetgergasse, das neue Wiedenbrücker Schule Museum in der Werkstatt des Künstlerhauses

In der Langen Straße finden sich zahlreiche gut erhaltene Fachwerkbauten des frühen 17. Jahrhunderts. Besonders schön ist die Baugruppe Nummern 27–35. An älteren Einzelbauten sind hervorzuheben:
- Lange Straße 12. Giebelhaus mit Utlucht und Taubandknaggen von 1583.
- Lange Strasse 27.(Pilgerhaus). Derzeit ältestes Fachwerkhaus Wiedenbrücks aus dem Jahr 1417. Mehrfach umgebaut. Großer Umbau im Jahr 1602. Gilt als das zweitälteste Fachwerkhaus in Westfalen.
- Lange Straße 38. (Haus Ottens). Mächtiges Giebelhaus mit Speichergeschoss, errichtet 1635. Die Gefache waren mit einer Ziegel imitierenden Bemalung versehen. Nach einem Besitzerwechsel und auf Grund massiver Schäden wurde das höchste Fachwerkhaus der Altstadt von 2009 bis 2011 grundlegend und mit hohem Aufwand saniert.
- Lange Straße 41. Der angeblich nach einem Umbau wieder eingefügte Torbogen ist mit 1598 bezeichnet.
- Lange Straße 50 (ehemaliges Heimatmuseum). Giebelhaus mit reich beschnitztem Torbogen und figürlichen Knaggen, bezeichnet mit 1591. 1782 umgebaut
- Lange Straße 55. Vierständerbau mit Auslucht, diese 1565 bezeichnet. Um 1980 völlig erneuert.
- Lange Straße 60 (Ankervilla), das derzeit zweit-älteste bekannte Haus der Stadt wurde 1468 errichtet. Es dient jetzt als Café.
- Lange Straße 72. Bezeichnet 1614. Die Gefache sind mit Backsteinen im Zierverband ausgefüllt.
- Lange Straße 88. 1592 bezeichnet. Am Giebel Taubandknaggen, der Torbogen und die Schwelle mit Ranken beschnitzt.
- Lange Straße 89. bezeichnet 1616.
- Lange Straße 93. 1559 bezeichnet. Mit z. T. beschnitzten viertelkreisförmigen Fußbändern und Taubandknaggen.
- Lange Straße 95. Bezeichnet 1607.
- Marktplatz Historisches Rathaus (mit Standesamt).

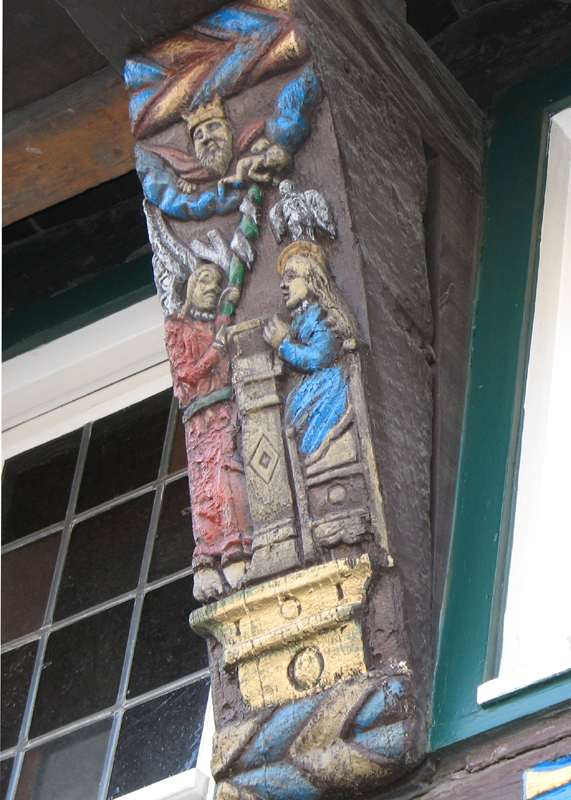
Wiedenbrück, Stützbalken (Knagge) mit dem Motiv – Mariä Verkündigung
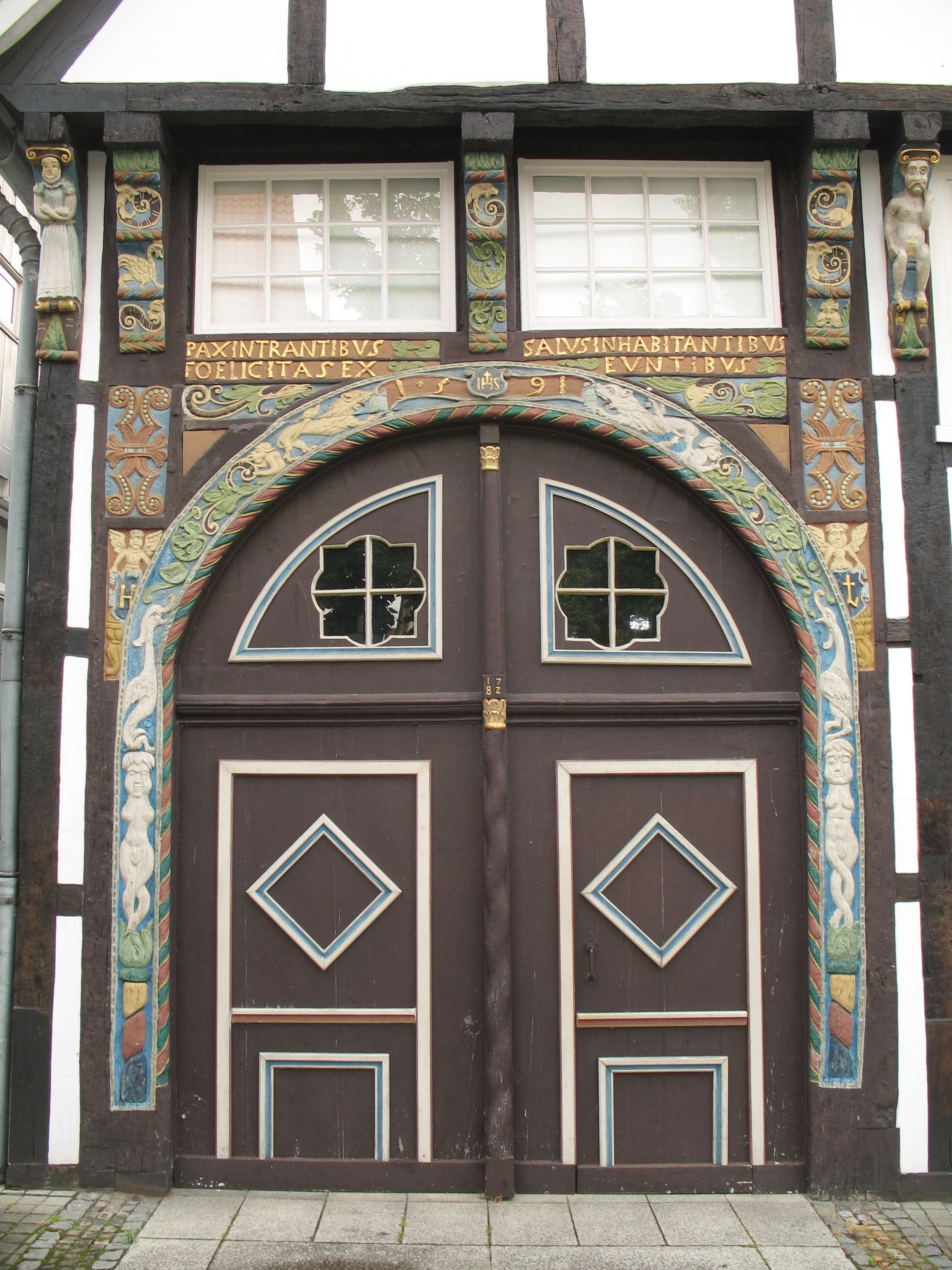
ehem. Heimatmuseum
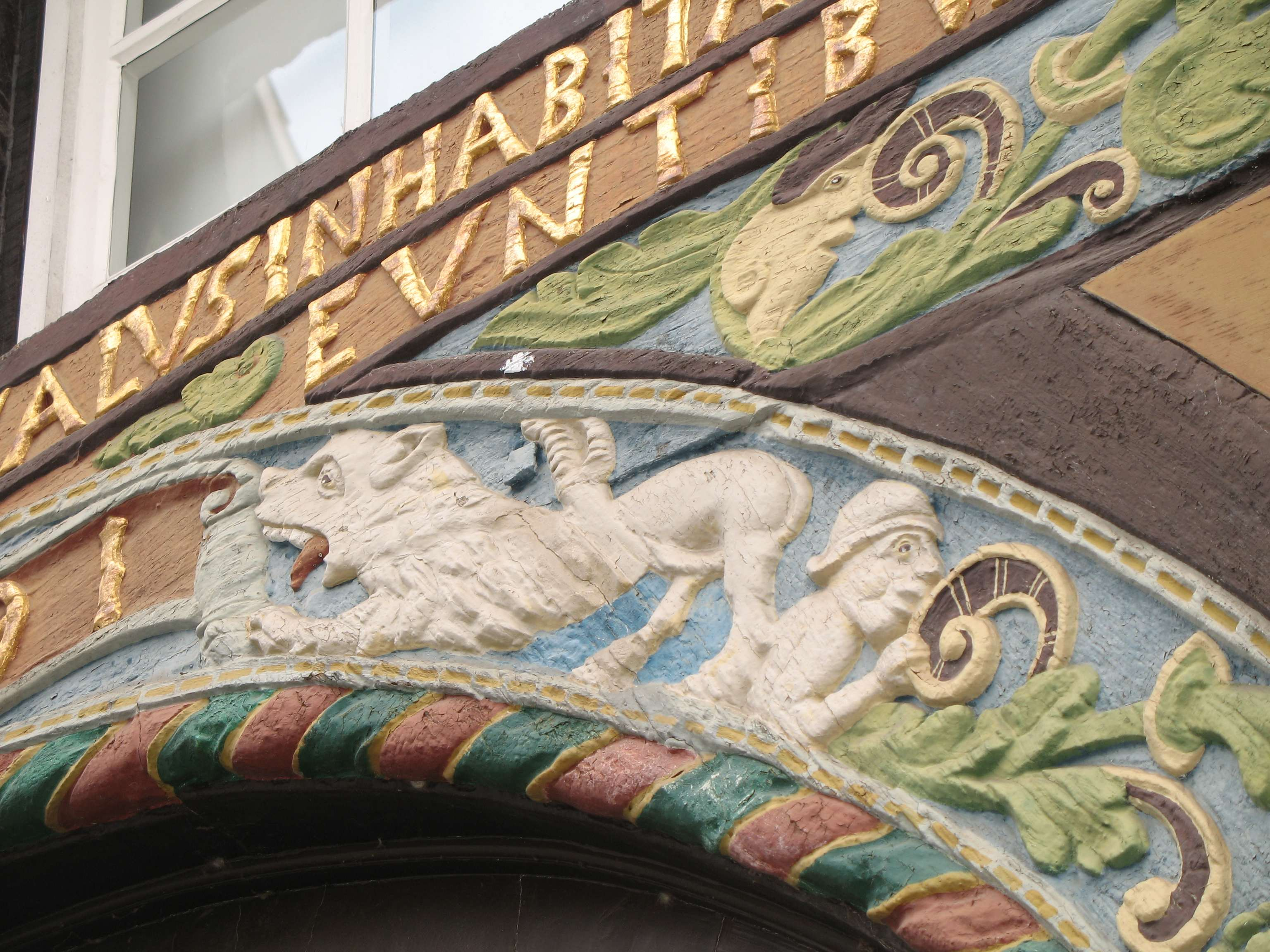
Schnitzerei (ehem. Heimatmuseum)
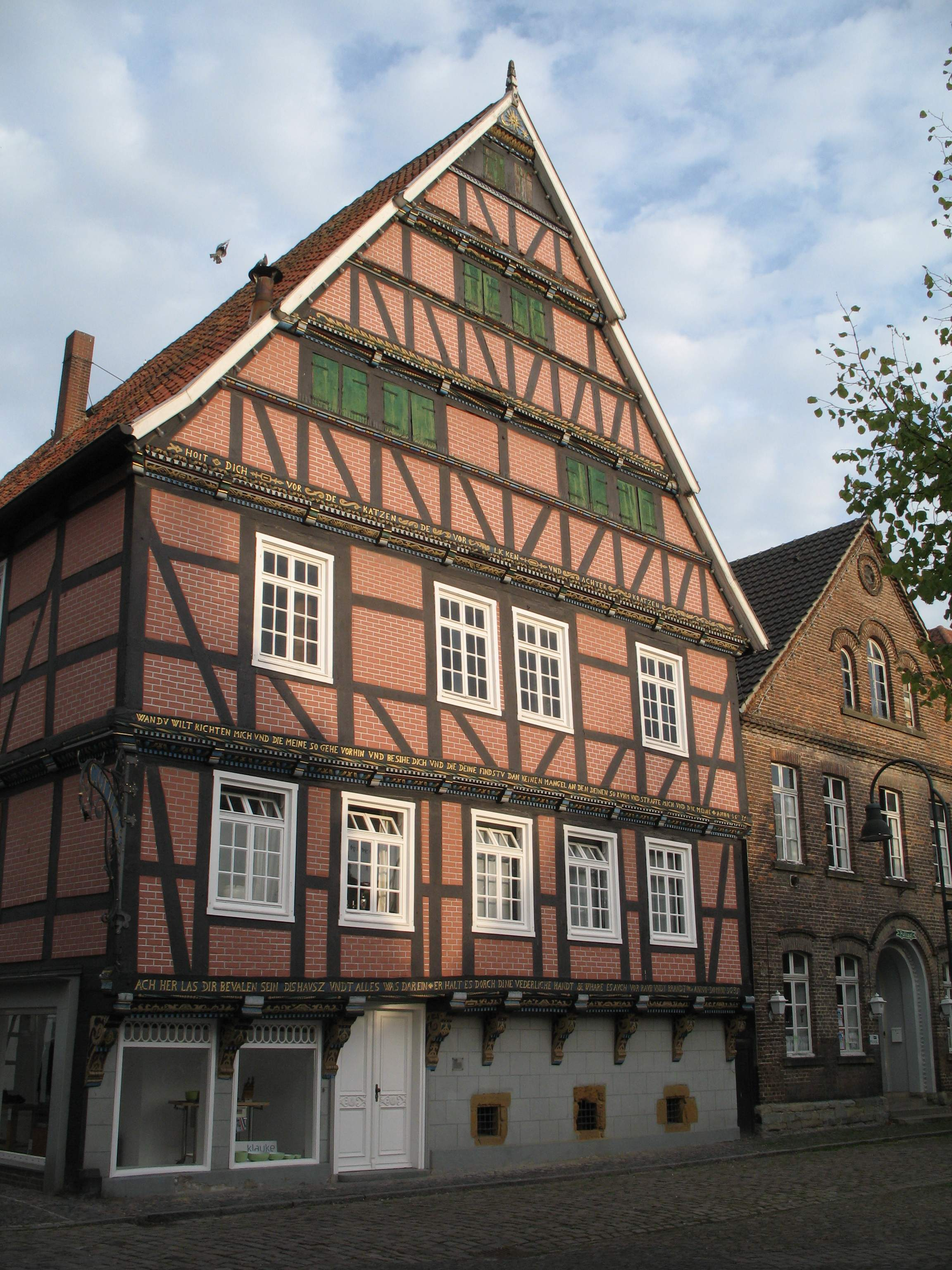
Haus Ottens

### Skulpturen und Sehenswürdigkeiten im öffentlichen Raum

#### Betender Landmann
Die Brunnenskulptur auf dem Marktplatz von Wiedenbrück zeigt einen Betenden. Der Sockel trägt zwischen den zwei Wasserbecken die eingemeißelte Inschrift „Betender Landmann“.
Die Statue wurde von Ernst Osterrath gestiftet, dem Wiedenbrücker Ehrenbürger (1901), der von 1882 bis 1892 Landrat des Landkreises Wiedenbrück war, 1898–1902 Oberregierungsrat zu Schleswig und seit 1902 „Vortragender Rat“ im Preußischen Kultusministerium zu Berlin. Hier traf er den aus Wiedenbrück stammenden akademischen Bildhauer Bernhard Heising, dessen Arbeiten ihn sehr interessierten und dessen Standbild (1902) des bedeutenden Bauernführers Schorlemer-Alst in Münster vor dem Landeshaus er bewunderte. Da Heisings Engagement für die Arbeiterbewegung (als Werkstudent hatte er sein Studium weitgehend finanziert) ihm bekannt war und er seiner Heimatstadt Wiedenbrück als Zeichen seiner Freundschaft und Dankbarkeit ein ähnlich großes Denkmal stiften wollte, stellte er Heising die paradox anmutende Aufgabe, einen „betenden Arbeiter“ zu machen. Heising zeigt in seinem Werk programmatisch, dass Arbeiter sich in ihrer Freizeit (daher die Tiroler Pfeife) im eigenen Garten beim Angelusläuten sehr innig Gott zuwenden können, wenn maßvolle Arbeitszeiten, Eigentum und religiöses Umfeld gegeben sind. Schnell hieß im Volksmund jedoch der „Arbeiter“ nur noch „Landmann“.
Die Skulptur wurde gemeinsam mit dem Marktbrunnen am 1. November 1903 offiziell eingeweiht. Die Geschichte Wiedenbrücks als Handwerkerstadt mit ihren vielen Gilden und die tiefe Religiosität der Bevölkerung kommen in diesem Kunstwerk zum Ausdruck.
Die Brunnenfigur erlebte eine wechselhafte Geschichte. Während des Ersten Weltkrieges wurde sie zur Gewinnung von Rüstungsgut demontiert und sollte eingeschmolzen werden. Sie entging diesem Schicksal, da sie zufällig in einer Berliner Gießerei vom Wiedenbrücker Kaufmann Felix Plöger entdeckt und unversehrt nach Wiedenbrück gebracht wurde.
Im Zweiten Weltkrieg hat man die Figur abermals demontiert und tatsächlich eingeschmolzen. Ein vorsorglich angefertigter Gipsabdruck ermöglichte eine Wiederherstellung der beliebten Figur. In Wiedenbrück war 1950 nämlich unbekannt, dass von der Familie der Nachkommen Heising zu Bad Driburg seit vielen Jahren das große ursprüngliche Gipsmodell für den Bronzeguss gehütet wurde. Der Bildhauer Bernd Hartmann fertigte also nach dem späteren Gipsabdruck einen Neuguss an, der im Dezember 1951 feierlich an seinem alten Standort eingeweiht wurde.

#### Neue Mühle
Drei Mühlräder, die nach dem historischen Vorbild rekonstruiert wurden, erinnern am Mühlenwall/Ecke Rektoratsstraße an die „Neue Mühle“, eine Getreidemühle, die hier von 1250 bis 1969 stand. Die Kombination von drei Mühlrädern war und ist sehr selten.
Die Mühlräder wurden von Mühlenbauer Karl Rohlfing (Stemwede) gebaut. Jedes der Räder hat einen Durchmesser von knapp fünf Metern, wobei insgesamt etwa 2500 Schrauben für diese Konstruktion verarbeitet wurden. Die Mühlräder werden durch die „Umflut“ angetrieben, einen alten künstlich angelegten Abzweig der Ems, der gemeinsam mit dieser den historischen Stadtkern von Wiedenbrück umfließt und Teil der ehemaligen Stadtbefestigung bildete.
Das Denkmal wurde der Stadt durch Franz-Josef Krane gestiftet und am 8. Juni 2007 eingeweiht.
Im Sommer 2008 wurde der Umriss des Mühlengebäudes in die Pflasterung des Mühlenwalls eingearbeitet. Durch diese Umgestaltung entstanden der Stadt Kosten von 50.000 €. Am 5. September 2008 wurde auf dem Platz ein Mühlstein aufgestellt, der in der 1888 abgebrannten Brennerei „Auf dem Schilde“ benutzt wurde.
Die Mühlräder sind durch eine Panzerglasscheibe gesichert, da man festgestellt hat, dass Kinder gerne auf die Mauer klettern und versuchen nach den Mühlrädern zu greifen.

#### Kriegerdenkmal 1864–1871
In unmittelbarer Nachbarschaft der Mühlräder steht das Kriegerdenkmal, das am 4. Juni 1893 vom Krieger- und Landwehrverein Wiedenbrück aufgestellt wurde. Das Denkmal zeigt Kaiser Wilhelm I. und ist den „Tapferen Kämpfern für Deutschlands Einheit und Größe“ gewidmet. Laut Inschrift „Starben den Heldentod für König und Vaterland“ in den Feldzügen 1864–1866 sechs, im Deutsch-Französischen Krieg 1870/71 acht Männer aus Wiedenbrück. Sie sind namentlich aufgeführt. Der Entwurf des Denkmals stammt von dem westfälischen Bildhauer und Wiener Kunstprofessor Caspar Ritter von Zumbusch. Die Kaiserstatue wurde von Bildhauer Christoph Siebe aus hellgelbem Wrexener-Sandstein und der Sockel von Franz Anton Goldkuhle in rotem Solling-Sandstein ausgeführt. Beide Bildhauer entstammen der Wiedenbrücker Schule.

#### Mahnmal 1914–1945
An der Wand von St. Aegidius sind auf einer transparenten Tafel die Namen der Bürger verzeichnet, die Opfer der beiden Weltkriege und der NS-Gewaltherrschaft wurden. So werden auch die Namen der deportierten jüdischen Wiedenbrücker aufgeführt.
Davor steht als Mahnmal gegen Krieg, Gewaltherrschaft und Vertreibung eine Säule des Bildhauers Hubert Hartmann.

#### Wehrbauten
Die Stadt war seit dem Mittelalter mit einer Stadtmauer und vorgelagertem Zwinger umgeben. Von dieser Anlage ist nur noch der so genannte Pulverturm am Mühlenwall vorhanden. Er ist ein halbrunder Schalenturm aus Backstein mit niedrigen Hosenscharten, der mit Hilfe von Hakenbüchsen verteidigt werden konnte. Er stammt wohl noch aus dem 15. oder frühen 16. Jahrhundert. Auch die noch erhaltenen Umflut (siehe oben – „Neue Mühle“) gehört zusammen mit der Ems zu den ehemaligen Wehranlagen.
Die Stadt Wiedenbrück wurde im 16./17. Jahrhundert zur bischöflich-osnabrückischen Landesfestung in niederländischer Festungsbaumanier ausgebaut. Sie war seinerzeit neben Lippstadt eine der stärksten Festungen zwischen Rhein und Weser. Von diesen umfangreichen Festungsanlagen (Stadttore, Mauer, Hauptwall, Bastionen, Ravelins, Wallgraben) ist im engeren Sinne kein Relikt erhalten geblieben. Selbst Festungspläne sind bisher nicht auffindbar. Die erste Vollendung der Landesfestung im Jahre 1647 ging mit der Belagerung (und der Kapitulation) durch die Schweden einher. Die außerhalb der mittelalterlichen Stadtmauer gelegenen Festungswerke ließ der schwedischen General Hans Christoph von Königsmarck schleifen bzw. ‚einschlichten‘.
Die Neubefestigung (Karte von C.L. Reinhold von 1766) der bischöflich-osnabrückischen Landesfestung Wiedenbrück in ihrer zweiten Ausführung von 1664 lehnte sich unzweifelhaft exakt an die von 1647 an. Im Jahr 1766 ist die Stadt nach dem ersten vermessenen Plan durch den Landvermesser Christian Ludolph Reinhold bereits zum größten Teil entfestigt.
Auf der Grundlage sehr intensiver Forschung durch den Militärhistoriker Ernstjosef Weber (1923–2012) entstanden 5 Modelle im Maßstab 1:1000, die die Entwicklung der Landesfestung von 1550 bis 1766 zeigen. Auf dieser Grundlage entwickelte der Herzebrocker Bildhauer Hans-Bernhard Vielstädte ein Stadtmodell von 1647 in Bronze. Die Bronzeplatte des Stadtmodells, weiter dekoriert mit Wappen, Inschriften und Signets befindet sich vor dem historischen Rathaus auf dem Marktplatz. Das Modell dient den Besuchern und Einheimischen zur historischen Orientierung über den historischen Stadtkern und seiner ehemaligen Ausdehnung. Ein farbiges Modell, das die Situation der Stadt von 1630 zeigt, ist im Wiedenbrücker Schule Museum in der stadtgeschichtlichen Abteilung zu sehen.

#### Flora Westfalica
Die Flora Westfalica ist das ehemalige Gelände der Landesgartenschau (von 1988) mit verbindendem Charakter zwischen den Stadtteilen.

#### Westfalia-Museum
Das Westfalia-Museum war das Werksmuseum von Westfalia-Automotive. Es stellte von 1979 und 2009 Fahrzeuge und andere Dinge mit Schwerpunkt auf Anhängern, Wohnmobilen und Pkw aus.

## Persönlichkeiten

### Ehrenbürger (Auswahl)
- 1901 Ernst Osterrath (1851–1925)

### Söhne und Töchter der Stadt
- Franz Wilhelm Harsewinkel (1796–1872), Geometer, Regierungskondukteur, Maler und Zeichenlehrer
- Walther Tecklenborg (1876–1965), Franziskaner, Maler und Genealoge
- Eduard Goldkuhle (1878–1953), Maler
- Wilhelm Moormann (1882–1914), Bildhauer
- Ludwig Pellengahr (1882–1973), Jurist und Ministerialbeamter
- Fritz Burmann (1892–1945), Maler
- Hans Rinsch geborener von der Heiden (1893–1974), Apotheker und Politiker (CDU)
- Peter Winkelnkemper (1902–1944), Politiker
- Bernd Hartmann (1905–1972), Bildhauer und Kirchenkünstler
- Horst Klein (1910–nach 1947), Jurist und SS-Führer
- Wolfgang Bodenbender (1935–2025), Verwaltungsbeamter und Politiker (SPD)
- Toni Pierenkemper (1944–2019), Wirtschafts- und Sozialhistoriker
- Hermann-Josef Rapp (* 1944), Forstmann und Naturschützer
- Christoph Fuchs (* 1945), Mediziner, Ministerialdirigent und Medizinfunktionär
- Peter Meyer (* 1949), Manager und ehemaliger ADAC-Präsident
- Johannes Bultmann (* 1960), Kulturmanager
- André Kuper (* 1960), Politiker (CDU), Bürgermeister der Stadt Rietberg, Mitglied des Landtags von Nordrhein-Westfalen
- Tim Krohn (* 1965), Schriftsteller
- Ralph Brinkhaus (* 1968), Steuerberater und Politiker (CDU), von September 2018 bis Februar 2022 Fraktionsvorsitzender der Union im Bundestag
- Ulrich von Zons (* 1968), Jurist und Politiker (AfD), Mitglied des Bundestags

## Trivia
- Schöner aus Wiedenbrück ist eine regionale Apfelsorte.